# Кучук-Кабачская волость
Кучу́к-Каба́чская волость — административно-территориальная единица в составе Перекопского уезда Таврической губернии. Образована 8 (20) октября 1802 года как часть губернии, при реоганизации административного деления Таврической области, в основном, на территории бывшего Ашага ичкийского и Ташлынского каймаканств Акмечетского кадылыка.
Волость располагалась в степной части Крыма, занимая пространство в среднем течении Салгира и тяготея к старинным трактам на Перекоп и Чонгар. Отличалась малочисленностью населения в деревнях — лишь в двух из них население превышало 200 человек. подавляющее большинство составляли крымские татары — 4 156 человек на время ревизии, проживавших в 59 деревнях.

## Агъярская волость
В результате реформы административно-территориального деления губернии в 1829 году, Кучук-Кабачская волость, согласно «Ведомости о казённых волостях Таврической губернии 1829 года», практически в незменном составе была преобразована в Агъярскую того же уезда, просуществовавшую до земской реформы Александра II в 1860-х годах, когда большая часть селений отошла к новой Джанболду-Конратской волости.